# Кульчек
Кульчек — деревня в Новосёловском районе Красноярского края России. Входит в состав Комского сельсовета.

## География
Деревня расположена в 46 км к востоку от районного центра Новосёлово.

## Население
| 2010 |
| ---- |
| 280  |

Гендерный состав
По данным Всероссийской переписи населения 2010 года 139 мужчин и 141 женщина из 280 чел.